# Romainville – Carnot (Métro Paris)
Romainville – Carnot ist der Name einer Tunnelstation der Linie 11 der Pariser Métro. Sie befindet sich in Romainville, Département Seine-Saint-Denis, wenige Kilometer östlich der Pariser Stadtgrenze. Die Station liegt unter dem gleichnamigen Platz.
Bereits 1920 gab es Planungen die Métrolinie 11 bis hierher zu bauen. Schließlich entschied man sich dann doch, die Linie bereits zwei Stationen früher an der Station Mairie des Lilas enden zu lassen.
Der Projektname war Place Carnot. Am 27. April 2022 wurde der endgültige Name Romainville – Carnot bekannt gegeben.
Die Eröffnung der Station erfolgte am 13. Juni 2024. Sie ist Teil der Verlängerung um sechs Stationen von Mairie des Lilas bis Rosny-Bois-Perrier. Die Bauarbeiten begannen am 10. Dezember 2016.
Es wird eine Umsteigemöglichkeit zur Linie 1 der Pariser Straßenbahn geben.